# Lo Sarraí
Lo Sarraí és una muntanya de 350 metres que es troba al municipi de Bellmunt del Priorat, a la comarca catalana del Priorat.
Al cim del Sarraí, hi ha una cova d'uns 3-4 metres d'allargada, el qual al final hi ha una verge.